# Relacja przeciwsymetryczna
Relacja przeciwsymetryczna, relacja asymetryczna – relacja, która jeżeli zachodzi dla pary {\displaystyle (x,y),} to nie zachodzi dla pary {\displaystyle (y,x)}.
Relację dwuczłonową {\displaystyle \varrho \subset X\times X} nazywa się przeciwsymetryczną, gdy:
{\displaystyle \forall _{x,y\in X}\;(x\,\varrho \,y\implies \lnot (y\,\varrho \,x)).}

## Przykłady
W matematyce:
- relacja większości w zbiorze liczb rzeczywistych
- ścisła inkluzja (zawieranie się) zbiorów
- relacja pusta jest jednocześnie przeciwsymetryczna i symetryczna.

Poza matematyką:
- bycie satelitą – nie można być satelitą własnego satelity
- pasożytnictwo – nie można być pasożytem własnego pasożyta
- rodzicielstwo i szerzej potomstwo – nie można być potomkiem własnych dzieci

Relacje, które nie są ani symetryczne, ani przeciwsymetryczne lub antysymetryczne:
- Bycie bratem – nie jest symetryczna dla rodzeństwa różnej płci, ale może być symetryczna dla dwóch braci. Jednocześnie symetria może zachodzić dla dwóch różnych osób.